# Kiss of Life (groupe)
Pour les articles homonymes, voir Kiss of Life.
Kiss of Life (coréen: 키스오브라이프), parfois désigné par l'abréviation KIOF, est un girl group sud-coréen de K-pop formé en 2023 par le label S2 Entertainment. Le groupe est composé de quatre membres : Julie, Natty, Belle et Haneul.

## Nom
Selon S2 Entertainment, le nom signifie leur ambition de « respirer une nouvelle vie dans l'industrie de la musique avec leur musique et leur charme ». En conséquence de leur nom, les concepts du groupe tournent autour des différentes étapes de la vie, en particulier l'adolescence et le jeune âge adulte.

## Histoire
Le 12 mai 2023, S2 Entertainment publie sur ses réseaux sociaux une première vidéo trailer, révélant le lancement d'un nouveau girl group de quatre membres nommé Kiss of Life et dont les débuts sont prévus pour le mois de juillet. S2 Entertainment est un nouveau label indépendant fondé en 2020 par Hong Seung-sung, cofondateur et ancien CEO de Cube Entertainment. 

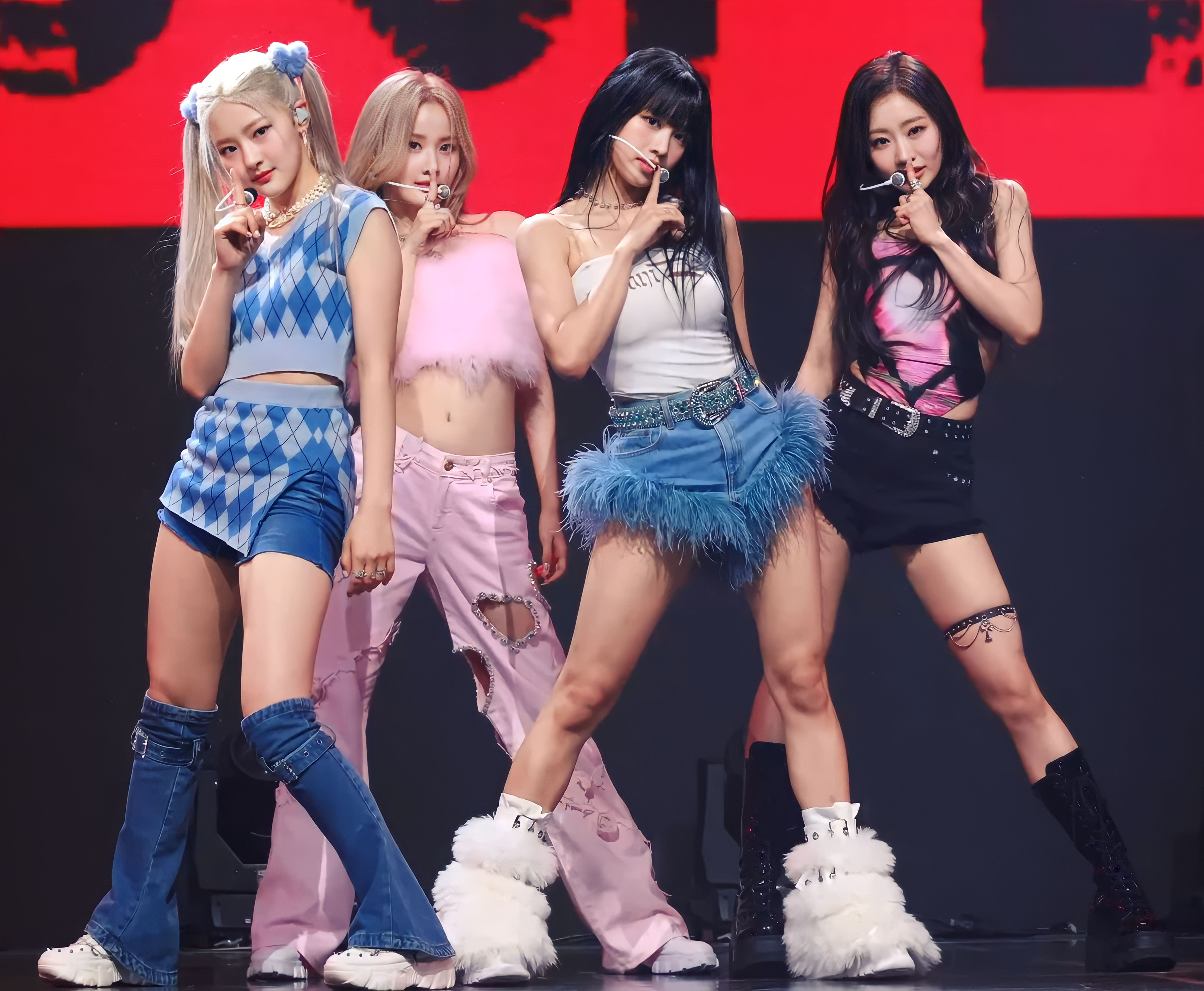
Kiss of Life interprétant leur titre Shhh en 2023.

Quelques jours plus tard, Natty est la première membre dévoilée. Elle a été précédemment candidate aux émissions Sixteen (2015) et Idol School (2017) de Mnet. Elle a également tenté une carrière en solo en 2020 sous Swing Entertainment. C'est ensuite la membre Belle qui est révélée. Elle était précédemment active comme autrice-compositrice et a notamment co-écrit Unforgiven de Le Sserafim, mais aussi Softly et Charging de Miyeon. Julie est la troisième membre à être présentée au public. Originaire d'Hawaï, elle fut trainee pendant 6 ans, dont quelques années chez The Black Label. Enfin, Haneul est la plus jeune et dernière membre dévoilée. Avant des débuts, elle a auditionné et est restée un an et demi chez S2 Entertainment, le label du groupe. Chacune des membres est présentée par une chanson solo accompagnée d'un clip vidéo.
En mai 2023, Lee Hae-in, ancienne candidate des émissions Produce 101 et Idol School, a été confirmé comme directeur créatif du groupe.
Le 5 juillet 2023, le groupe sort son premier mini-album Kiss of Life et la chanson phare Shhh.
Après des débuts prometteurs, Kiss of Life est cité début 2024 par la Recording Academy comme l'un des nouveaux groupes de la K-pop à suivre cette année.

## Membres
| Nom de scène | Nom de scène | Nom de naissance       | Nom de naissance | Date de naissance | Nationalité              | Position                                            |
| Romanisé     | Coréen       | Romanisé               | Cor./thaï.       | Date de naissance | Nationalité              | Position                                            |
| ------------ | ------------ | ---------------------- | ---------------- | ----------------- | ------------------------ | --------------------------------------------------- |
| Julie        | 쥴리         | Julie Han              | 쥴리 한          | 29 mars 2000      | Américaine/ Sud-coréenne | Leader, rappeuse principale, danseuse secondaire    |
| Natty        | 나띠         | Ahnatchaya Suputhipong | อาณัชญา สุพุทธิพงศ์   | 30 mai 2002       | Thaïlandaise             | Danseuse principale, rappeuse secondaire, chanteuse |
| Belle        | 벨           | Annabelle Hye-won Shim | 애나벨 혜원 심   | 20 mars 2004      | Sud-coréenne/ Américaine | Chanteuse principale et autrice-compositrice        |
| Haneul       | 하늘         | Won Ha-neul            | 원하늘           | 25 mai 2005       | Sud-coréenne             | Chanteuse secondaire                                |

## Discographie

### Mini-albums (EP)
| Année                                                                          | Titre         | Détails                                                       | Classements | Classements | Ventes                |
| Année                                                                          | Titre         | Détails                                                       | COR         | JAP         | Ventes                |
| ------------------------------------------------------------------------------ | ------------- | ------------------------------------------------------------- | ----------- | ----------- | --------------------- |
| 2023                                                                           | Kiss of Life  | - Date de sortie : 5 juillet 2023 - Label : S2 Entertainment  | 18          | —           | COR : plus de 24 400  |
| 2023                                                                           | Born to be XX | - Date de sortie : 8 novembre 2023 - Label : S2 Entertainment | 12          | —           | COR : plus de 59 000  |
| 2024                                                                           | Lose Yourself | - Date de sortie : 15 octobre 2024 - Label : S2 Entertainment | 6           | 39          | COR : plus de 119 000 |
| 2025                                                                           | 224           | - Date de sortie : 9 juin 2025 - Label : S2 Entertainment     | 6           | —           | COR : plus de 100 000 |
| « — » indique que l'album ne s'est pas classé ou n'est pas sorti dans ce pays. |               |                                                               |             |             |                       |

### Single albums
| Année | Titre       | Détails                                                    | Classement | Ventes                |
| Année | Titre       | Détails                                                    | COR        | Ventes                |
| ----- | ----------- | ---------------------------------------------------------- | ---------- | --------------------- |
| 2024  | Midas Touch | - Date de sortie : 3 avril 2024 - Label : S2 Entertainment | 8          | COR : plus de 100 000 |
| 2025  | Kiss Road   | - Date de sortie : 7 mai 2025 - Label : S2 Entertainment   | —          | Sortie numérique      |

### Singles
| Année                                                            | Titre             | Meilleures positions | Meilleures positions | Meilleures positions | Album         |
| Année                                                            | Titre             | COR                  | USA World            | MON                  | Album         |
| ---------------------------------------------------------------- | ----------------- | -------------------- | -------------------- | -------------------- | ------------- |
| 2023                                                             | Shhh (쉿)         | 173                  | —                    | —                    | Kiss of Life  |
| 2023                                                             | Bad News          | 101                  | —                    | —                    | Born to be XX |
| 2023                                                             | Nobody Knows      | 130                  | —                    | —                    | Born to be XX |
| 2024                                                             | Midas Touch       | 31                   | —                    | 165                  | Midas Touch   |
| 2024                                                             | Sticky            | 3                    | 10                   | 87                   | Hors album    |
| 2024                                                             | R.E.M             | 185                  | —                    | —                    | Lose Yourself |
| 2024                                                             | Get Loud          | 106                  | —                    | —                    | Lose Yourself |
| 2025                                                             | Live, Love, Laugh | —                    | —                    | —                    | Kiss Road     |
| 2025                                                             | Lips Hips Kiss    | 88                   | —                    | —                    | 224           |
| "—" indique que le single ne s'est pas classé dans cette région. |                   |                      |                      |                      |               |

### Autres chansons classées
| Année                                                            | Titre                  | Meilleures positions | Meilleures positions | Meilleures positions | Album         |
| Année                                                            | Titre                  | COR                  | USA World            | MON                  | Album         |
| ---------------------------------------------------------------- | ---------------------- | -------------------- | -------------------- | -------------------- | ------------- |
| 2023                                                             | Sugarcoat (Natty Solo) | 83                   | —                    | —                    | Kiss of Life  |
| 2024                                                             | Igloo                  | 26                   | —                    | 199                  | Lose Yourself |
| "—" indique que le single ne s'est pas classé dans cette région. |                        |                      |                      |                      |               |

## Tournées
| Année     | Nom                        | Dates | Pays / Région                                                         | Réf. |
| --------- | -------------------------- | ----- | --------------------------------------------------------------------- | ---- |
| 2024–2025 | 1st World Tour "Kiss Road" | 45    | Corée du Sud (2), États-Unis (18), Canada (2), Europe (13), Asie (10) | ,    |

## Distinctions
- MelOn Music Awards 2023 : 1theK Global Icon[25]
- Seoul Music Awards 2023 : New Wave Star[26]
- Circle Chart Music Awards 2023 : New Artist of the Next Generation[27]
- Korean Music Award 2024 : Rookie of the Year[28]
- Asia Artist Awards 2024 : Best Musician Group[29]
- Asia Artist Awards 2024 : Best Artist Award (Singer)[29]
- Golden Disc Awards 2024 : Next Generation Artist[30]